# Bentivoglio
Bentivoglio er en by med 5.704(2023) indbyggere i provinsen  Bologna  i regionen Emilia-Romagna i norditalien.